# José Daniel Valencia
José Daniel Valencia (San Salvador de Jujuy, 3 ottobre 1955) è un ex calciatore argentino di ruolo di centrocampista, campione del mondo nel 1978 con la Nazionale argentina.

## Carriera

### Club
Valencia iniziò la carriera nel Gimnasia (J), ma presto si trasferì al Talleres de Córdoba, club per il quale ha giocato per gran parte della sua carriera.
Al Talleres, Valencia ottenne buoni risultati, come il 3º posto nel Campionato Metropolitano del 1980.
Nel 1986 fece una breve parentesi nel calcio ecuadoriano con l'LDU Portoviejo, ma stette solo un anno, poi tornò al Talleres per altre due stagioni.
Nel 1988 si trasferì al Guaraní Antonio Franco, l'anno successivo ando al Rosario Central e  nell 1990 andò al Wilstermann. Nel 1991 andò al San José e, nel 1993, all'età di 37 anni, si ritirò.

### Nazionale
L'apice della carriera di Valencia ci fu nel 1978 con la conquista dei Mondiali di Argentina '78 con la selezione nazionale. Non giocò la finale, ma aiutò in altre partite l'Argentina a vincere la sua prima Coppa del Mondo.
Valencia fu selezionato per giocare con l'Argentina anche ai Mondiali di Spagna '82, ma i bianco-azzurri vennero eliminati al 2º girone. Si ritirò dal calcio internazionale alla fine del torneo, dopo aver rappresentato l'Argentina per 41 volte, segnando 5 gol.

## Palmarès
Campionato mondiale: 1 
Argentina 1978